# Bolitoglossa tamaense
Bolitoglossa tamaense is een salamander uit de familie longloze salamanders (Plethodontidae). De soort werd voor het eerst wetenschappelijk beschreven door de groep van biologen Aldemar A. Acevedo, David Burton Wake, Roberto Márquez, Karen Silva, Rosmery Franco en Adolfo Amézquita in 2013.

## Verspreiding en habitat
De salamander komt voor in delen van Midden-Amerika en leeft endemisch in Colombia.
Bolitoglossa tamaense werd in 2010 voor het eerst waargenomen tijdens een expeditie in de Cordillera Oriental, het oostelijke gedeelte van de Colombiaanse Andes nabij de grens met Venezuela. De soort werd op twee locaties in het Nationaal park Tamá waargenomen. Bolitoglossa tamaense komt voor in bosgebieden tussen de 2000 en 2700 meter hoogte boven zeeniveau. In 2013 werd de wetenschappelijke beschrijving gepubliceerd, samen met die van Bolitoglossa leandrae uit hetzelfde gebied.